# 万里小路稙房
万里小路稙房（までのこうじ たねふさ、宝永2年（1705年）1月27日 - 明和元年（1764年）10月10日）は、江戸時代中期の公卿。

## 官歴
- 正徳3年（1713年）：従五位上、兵部大輔
- 享保2年（1717年）：正五位下
- 享保9年（1724年）：蔵人、左少弁
- 享保10年（1725年）：正五位上
- 享保13年（1728年）：春宮大進
- 享保15年（1730年）：左中弁
- 享保17年（1732年）：正四位下、蔵人頭、右大弁
- 享保18年（1733年）：正四位上
- 享保19年（1734年）：参議、左大弁
- 享保20年（1735年）：従三位、踏歌外弁
- 元文2年（1737年）：権中納言
- 元文3年（1738年）：大嘗会検校
- 元文4年（1739年）：右衛門督
- 元文5年（1740年）：正三位
- 寛保3年（1743年）：権大納言
- 延享2年（1745年）：従二位、賀茂伝奏
- 宝暦元年（1751年）：正二位
- 宝暦8年（1758年）：按察使
- 宝暦13年（1763年）：従一位

## 系譜
- 父：万里小路尚房
- 母：吉田兼敬の娘
- 弟：甘露寺規長
- 養子：万里小路政房（勧修寺高顕の子）